# Denís Yuskov
Denís Ígorevich Yuskov –en ruso, Денис Игоревич Юсков– (Moscú, URSS, 11 de octubre de 1989) es un deportista ruso que compite en patinaje de velocidad sobre hielo.
Ganó dos medallas en el Campeonato Mundial de Patinaje de Velocidad sobre Hielo, plata en 2015 y bronce en 2014, y siete medallas en el Campeonato Mundial de Patinaje de Velocidad sobre Hielo en Distancia Individual entre los años 2012 y 2019.
Además, obtuvo una medalla de bronce en el Campeonato Europeo de Patinaje de Velocidad sobre Hielo de 2015 y seis medallas en el Campeonato Europeo de Patinaje de Velocidad sobre Hielo en Distancia Individual en los años 2018 y 2020.
Participó en los Juegos Olímpicos de Sochi 2014, ocupando el cuarto lugar en los 1500 m y el sexto en 5000 m y persecución por equipos.

## Palmarés internacional
| Campeonato Mundial                         | Campeonato Mundial        | Campeonato Mundial | Campeonato Mundial      |
| Año                                        | Lugar                     | Medalla            | Prueba                  |
| ------------------------------------------ | ------------------------- | ------------------ | ----------------------- |
| 2014                                       | Heerenveen (Países Bajos) | Medalla de bronce  | Clasificación general   |
| 2015                                       | Calgary (Canadá)          | Medalla de plata   | Clasificación general   |
| Campeonato Mundial en Distancia Individual |                           |                    |                         |
| Año                                        | Lugar                     | Medalla            | Prueba                  |
| 2012                                       | Heerenveen (Países Bajos) | Medalla de bronce  | Persecución por equipos |
| 2013                                       | Sochi (Rusia)             | Medalla de oro     | 1500 m                  |
| 2015                                       | Heerenveen (Países Bajos) | Medalla de oro     | 1500 m                  |
| 2016                                       | Kolomna (Rusia)           | Medalla de oro     | 1500 m                  |
| 2016                                       | Kolomna (Rusia)           | Medalla de plata   | 1000 m                  |
| 2017                                       | Gangneung (Corea del Sur) | Medalla de plata   | 1500 m                  |
| 2019                                       | Inzell (Alemania)         | Medalla de bronce  | 1500 m                  |
| Campeonato Europeo                         |                           |                    |                         |
| Año                                        | Lugar                     | Medalla            | Prueba                  |
| 2015                                       | Cheliábinsk (Rusia)       | Medalla de bronce  | Clasificación general   |
| Campeonato Europeo en Distancia Individual |                           |                    |                         |
| Año                                        | Lugar                     | Medalla            | Prueba                  |
| 2018                                       | Kolomna (Rusia)           | Medalla de oro     | 1500 m                  |
| 2018                                       | Kolomna (Rusia)           | Medalla de oro     | Velocidad por equipos   |
| 2018                                       | Kolomna (Rusia)           | Medalla de plata   | 1000 m                  |
| 2020                                       | Heerenveen (Países Bajos) | Medalla de plata   | 1500 m                  |
| 2020                                       | Heerenveen (Países Bajos) | Medalla de plata   | Persecución por equipos |
| 2020                                       | Heerenveen (Países Bajos) | Medalla de bronce  | 5000 m                  |